# Sonic R
Sonic R is een racespel uit de Sonic the Hedgehog-franchise. Het spel is ontwikkeld door Traveller's Tales en Sonic Team en kwam uit in 1997 voor de Sega Saturn, en een jaar later voor Windows. De pc-versie is ook verwerkt in het verzamelspel Sonic Gems Collection voor de GameCube en de PlayStation 2.

## Spelervaring
De speler neemt in het spel de rol aan van een van de personages uit de franchise, en neemt het op tegen computergestuurde tegenstanders in een race. Er zijn in totaal vijf circuits.
Overal in het level zijn ringen te verzamelen. Deze hebben meerdere doelen:
- In ruil voor 50 ringen kan een speler een snelheidsboost krijgen en zo drie keer harder lopen dan normaal. Het hangt ervan af voor hoelang/hoe ver aan het aantal ringen.
- Speciale deuren op het circuit zijn te openen tegen een vergoeding van 20 of 50 ringen. Deuren van 20 ringen bevatten vaak tokens, afkortingen of beide. Deuren van 50 ringen bevatten vaak chaosdiamanten, afkortingen of beide. Als een deur eenmaal geopend is, blijft hij de rest van de race open en kunnen alle spelers er gebruik van maken.

Er zijn ook onuitputtelijke bonussen te vinden op het circuit, die spelers onder andere een aantal ringen (5, 10, 20) of bliksem- en waterschilden kunnen geven. Waterschilden stellen een speler in staat over water te lopen. Het bliksemschild trekt ringen aan.
Er zijn vijf racers in elk spel. De tegenstanders van de speler worden bepaald door het personage van de speler zelf. Als de speler een geheim personage gebruikt, moet hij het onder andere opnemen tegen de andere reeds ontsloten geheime personages. Als de speler een van de basispersonages kiest, zijn de tegenstanders ook basispersonages.
Alle personages kunnen zwemmen, maar dit vermindert hun snelheid enorm. Verder heeft elk van de personages eigen vaardigheden en een andere snelheid.

## Circuits
Sonic R bevat vijf racecircuits, gebaseerd op standaard Sonic-levels.
- Resort Island: de traditionele tropische omgeving waarmee veel Sonic-spellen beginnen. Bestaat uit een strand, bergen, een waterval en ruïnes.
- Radical City: een nachtelijke stad met onder andere casinoelementen.
- Regal Ruin: een Egyptisch racecircuit dat doet denken aan Angel Island.
- Reactive Factory: een futuristische industriële fabriek die zich nabij Robotnik’s fort bevindt.
- Radiant Emerald: een surrealistisch circuit dat zich binnen in een kolossale chaosdiamant bevindt. Dit level wordt pas bespeelbaar als de speler in alle voorgaande levels eerste is geworden.

## Personages

### Standaardpersonages
Bij aanvang van het spel zijn enkel de volgende personages bespeelbaar:
- Sonic the Hedgehog: de snelste van de basispersonages. Hij kan tweemaal springen en erg snel optrekken, maar is erg lastig te besturen.
- Miles "Tails" Prower: kan tijdelijk vliegen op een vaste snelheid, en zo bepaalde afkortingen nemen. Hij kan eveneens snel optrekken, maar kan bij hoge snelheid lastig bochten nemen.
- Knuckles the Echidna: kan tijdelijk zweven en is bijna overal goed voor.
- Amy Rose: Amy rent niet zelf maar rijdt in een wagen gelijk aan de wagen die ze bestuurde in Sonic Drift. Deze auto kan over water rijden. Ze kan maar langzaam optrekken en is niet echt snel. Als extra heeft ze wel een turbo functie waarmee ze sneller gaat dan iedereen. Deze functie zorgt er wel voor dat Amy veel moeilijker te besturen is.

### Geheime personages
Op Dr. Robotnik en Super Sonic na, moeten alle geheime personages worden ontsloten door in een veld alle vijf tokens van dat personage te verzamelen, en vervolgens eerste, tweede of derde te worden in dat veld. Daarna zal de speler worden uitgedaagd door het personage dat hij ontsloten heeft. Als de speler die race wint, wordt het ontsloten personage bespeelbaar. Zo niet, dan moeten de tokens opnieuw worden verzameld.
- Dr. Robotnik: wordt ontsloten door het Radiant Emerald-veld te winnen. Hij racet in zijn traditionele Eggmobile die raketten kan afvuren nadat hij 10 ringen heeft verzameld. Net als Amy is hij niet snel, maar kan wel over water vliegen.
- Metal Sonic: kan maar een keer springen maar wel erg hoog, en als hij in water belandt zinkt hij niet meteen maar rent eerst nog een stukje door. Hij kan ontsloten worden in Resort Island.
- Tails Doll: een door zwarte magie tot leven gewekte popversie van Tails, te ontsluiten in Radical City. Is erg lastig te besturen, kan over het water zweven zonder snelheid te verliezen en hij kan erg lang zweven.
- EggRobo: een humanoïde robot wiens hoofd en lichaam op een ei lijken. Zijn vaardigheden zijn gelijk aan die van Robotnik. Hij kan alleen niet over het water zweven, na een bepaalde tijd zinkt hij. Hij wordt ontsloten in Regal Ruin.
- Metal Knuckles: Een robotische Knuckles die sneller is dan de normale Knuckles. Ook zweeft hij langer en is hij het op een na snelste karakter van het spel. Hij kan worden ontsloten in Reactive Factory.
- Super Sonic: de snelste van alle personages, en ook het lastigste personage om te ontsluiten. Hij kan tweemaal springen en over water rennen zolang hij zijn snelheid behoudt. Hij is echter lastig te besturen. Om hem te ontsluiten moet een speler alle zeven chaosdiamanten verzamelen in de eerste vier velden, en ook in al die velden eerste worden. Bij Radiant Emerald hoor je een ander muziekje dan bij de andere karakters.

## Versies
De pc-versie van het spel is grafisch verbeterd en bevat meer details. Zo kan in de pc-versie het weer worden aangepast waarin de race plaatsvindt. In de Saturn-versie ziet de speler objecten pas als hij redelijk dichtbij is, bij de pc-versie ziet hij deze al van verre afstand. Er zijn ten minste drie pc-versies uitgebracht.

## Ontvangst
| Beoordeeld door          | Platform    | Datum            | Score |
| ------------------------ | ----------- | ---------------- | ----- |
| Shin Force               | SEGA Saturn | 16 maart 2003    | 93%   |
| Hobby Consolas           | SEGA Saturn | november 1997    | 92%   |
| neXGam                   | SEGA Saturn | 2002             | 88%   |
| VicioJuegos.com          | SEGA Saturn | 20 maart 2010    | 80%   |
| Game Freaks 365          | SEGA Saturn | 4 juli 2005      | 68%   |
| SEGA-Mag (Objectif-SEGA) | SEGA Saturn | 2 oktober 2008   | 60%   |
| The Video Game Critic    | SEGA Saturn | 27 juni 2000     | 58%   |
| GameSpot                 | SEGA Saturn | 22 december 1997 | 56%   |
| Power Play               | Windows     | november 1998    | 50%   |
| GameStar (Duitsland)     | Windows     | november 1998    | 44%   |